# 美濃加茂市富加町中学校組合立双葉中学校
美濃加茂市富加町中学校組合立双葉中学校（みのかもしとみかちょうちゅうがっこうくみあいりつ ふたばちゅうがっこう）は、岐阜県加茂郡富加町羽生にある組合立中学校。
富加町と美濃加茂市の一部（伊深町・三和町・蜂屋町・加茂野町）の生徒が通学する。加治田城出丸の南に位置する。

## 沿革

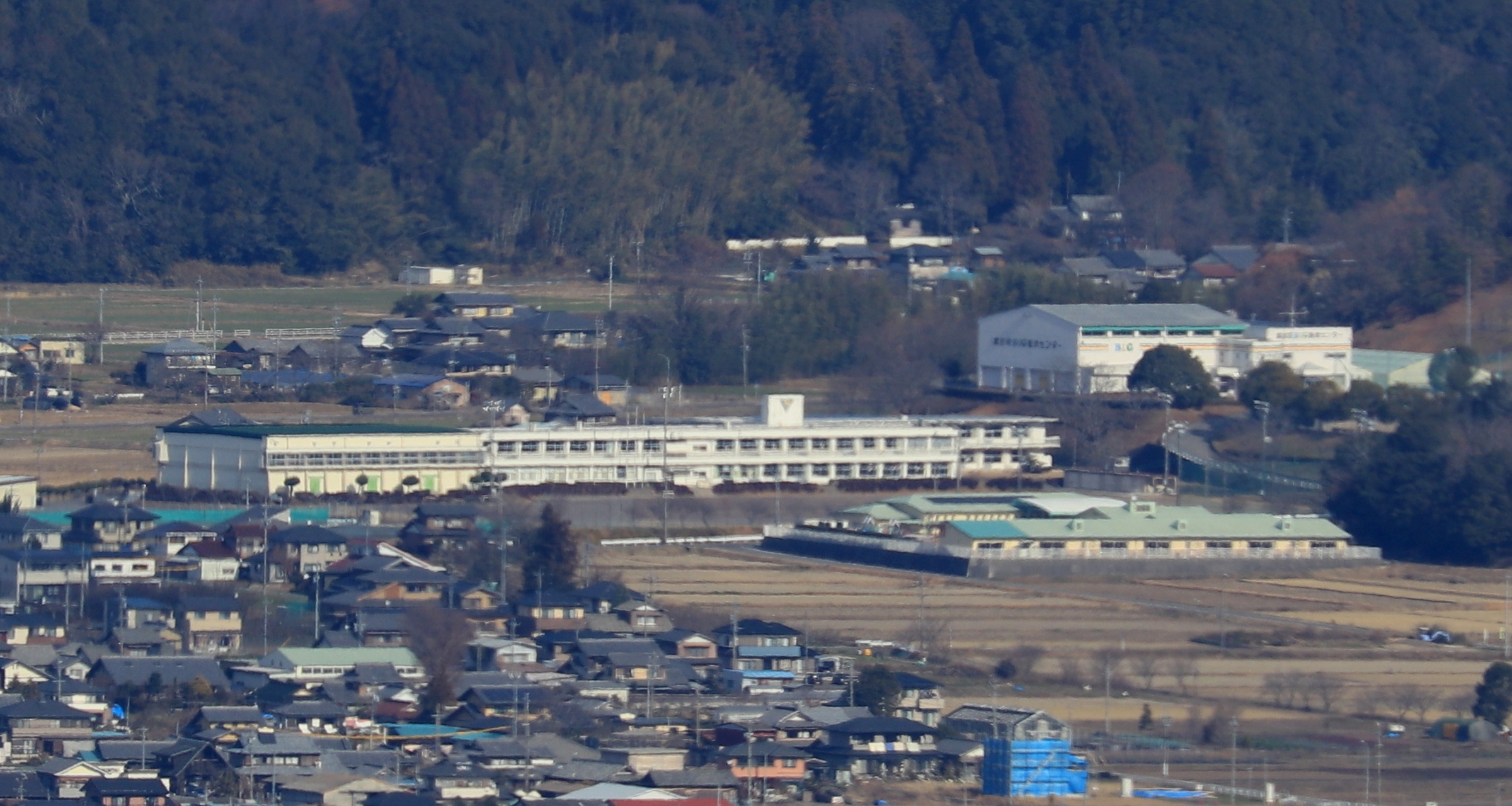
各務原アルプスの明王山から望む双葉中学校

- 1969年（昭和44年） - 加茂郡富加村の富加村立富加中学校と美濃加茂市の美濃加茂市立北中学校が統合され、美濃加茂市富加町中学校組合双葉中学校が設立。

### 学校教育目標
- 「あたたかく　かしこく　たくましく」[1]

- 「善意　追及　挑戦」

## 通学区域
富加町立富加小学校、美濃加茂市立伊深小学校、美濃加茂市立三和小学校、美濃加茂市立蜂屋小学校の範囲を学区としている。
- 富加町全域
- 美濃加茂市[2]
  - 山之上町（屋敷、向田、中田）
  - 蜂屋町上蜂屋（野治原、板堀、宮脇、豆栗、北方の一部）
  - 蜂屋町中蜂屋（東糠、西糠、下伏木、中伏木、北尾、山崎、山王前、奥村、里八、諸田、権洞、四町、南四町、真野、作り洞、長俣、柳添、柿下、池下、権現洞、池奥、仲坂、吉岡、大仲寺、柿元、神田、伏木、寺前、柳下の一部）
  - 蜂屋町下蜂屋
  - 蜂屋町伊瀬
  - 蜂屋町伊瀬入会地（粟瀬の一部）
  - 加茂野町鷹之巣（詰田川【木曽川支流】以北）
  - 伊深町
  - 三和町

## 周辺
- 岐阜県道97号富加七宗線
- 岐阜県道346号富加坂祝線
- 長良川鉄道越美南線
- 富加町役場
- 富加保育園
- 富加町郷土資料館
- 半布里公園

## 交通アクセス
- 富加町役場より徒歩5分。
- 長良川鉄道越美南線富加駅を下車し徒歩約20分。